# Саусе-Гранде
Саусе-Гранде (исп. Sauce Grande) — река в Аргентине, протекает по территории районов Коронель-Суарес, Торнкист, Коронель-Принглес, Баия-Бланка Коронель-Росалес, Коронель-Доррего и Монте-Эрмосо провинции Буэнос-Айрес. Длина реки — 188 км, из которых 130 приходится на участок ниже водохранилища Пасо-де-лас-Пьедрас и 58 — на верховья. Площадь водосборного бассейна — 3027 км².
Река начинается на северо-восточном склоне гор Сьерра-де-ла-Вентана, течёт в общем южном направлении через селения Сьерра-де-ла-Вентана, Сальдинарай, Санта-Роса, затем мимо города Кабильдо, через Пасо-Майор и Эль-Репаро. В самых низовьях поворачивает на восток, протекает через озеро Саусе-Гранде и впадает в Атлантический океан в 17 километрах к востоку от города Монте-Эрмосо.
Основные притоки — Лас-Мастасас (лв), Эль-Дивисорио (лв), Эль-Зорро (лв), Торо (лв), Ривера (пр), Сан-Теофило (пр), Эль-Негро (лв), Ривера (пр).
Около Кабильдо на реке в 1972 году создано водохранилище Пасо-де-лас-Пьедрас, используемое для водоснабжения городов Баия-Бланка и Коронель-Росалес.